# Рауль II де Сор
Рауль II де Сор (фр. Raoul II de Sores; ум. 1282), называемый д'Эстре — французский военачальник, маршал Франции.
Сын Рауля I де Сора, сеньора де Ве.
Сеньор д'Эстре в Пикардии. Один из командующих в Восьмом крестовом походе. Вместе с Ланселотом де Сен-Мааром назначен маршалом после смерти Эрика де Божё и Рено де Пресиньи. По сообщению Жана де Жуанвиля, прибыл в Африку с шестью рыцарями, на содержание которых получил от короля 1600 турских ливров.
Вместе с Сен-Мааром руководил обороной башни с водяными цистернами, захваченной французами близ Карфагена.
В квитанции, выданной в июле 1281 графу Фландрии Ги де Дампьеру за 100 турских ливров, именуется Раулем д'Эстре, рыцарем, сиром де Бос, маршалом Франции. Умер в следующем году, что следует из постановления Парижского парламента.
Жан-Батист де Курсель полагает ошибочным написание отцом Ансельмом родового имени маршала, как де Сор, и считает правильным вариантом де Сорель. По его предположению, оно было позаимствовано посредством брака у старинного пикардийского дома де Сорель, носившего в гербе двух серебряных леопардов в червленом поле.

## Семья
Жена: Аденетта де Бюзанси (ум. после 1293), вторая дочь виконта Эрве де Бюзанси и его жены Агаты
Дети:
- Рауль д'Эстре, сеньор де Ве. Жена: Маргарита де Куртене, вторая дочь Гийома де Куртене, сеньора де Шампиньеля, и Маргариты де Бургонь-Шалон. Брак бездетный. Перед Днем всех святых 1285 Маргарита вышла вторым браком за Рено де Три
- Ги де Сорель, губернатор Эдена в 1321
- Катрин д'Эстре. Муж 1): Вотье д'Антуан, сеньор де Бертон; 2): Луи дю Плесси-Брион (ум. после 1312)